# Гірська тундра Берингії
Гірська тундра Берингії (ідентифікатор WWF: NA1106) — неарктичний екорегіон тундри, розташований на Алясці в США.

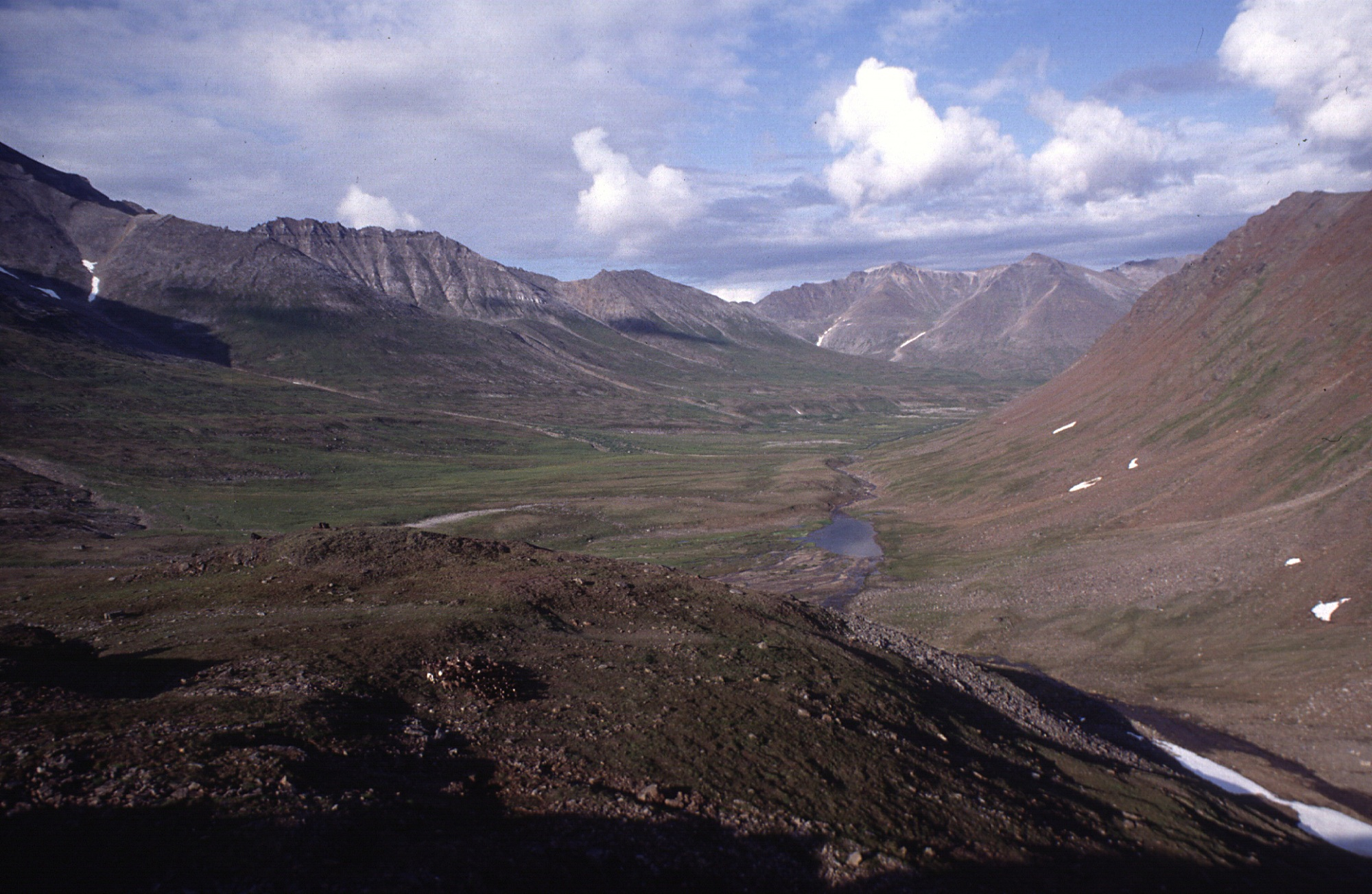
Велика Центральна долина в горах Кіглуайк (гори) (півострів Сьюард)

## Географія
Екорегіон гірської тундри Берингії охоплює височини та нагір'я, розташовані на заході Аляски, на узбережжі Берингового моря. Одна частина регіону охоплює більшу частину півострова Сьюард, за винятком північного узбережжя, друга — стрімкі, скелясті гори Ахклун та Кілбак, а третя, найменша, — західну частину острова Святого Лаврентія в північній частині Берингового моря. Ці розрізнені території мають подібний рельєф, представлений стрімкими, зубчастими горами, розташованими серед великих пагорбів, широких долин і низин. Висота регіону коливається від 500 м над рівнем моря на горбистих рівнинах до понад 1500 м над рівнем моря на гірських вершинах. Найвищою вершиною регіону є гора Діллінгхем-Хай-Пойнт висотою близько 1600 м.
Екорегіон гірської тундри Берингії містить деякі з найдавніших геологічних утворень на Алясці. Він є залишком Берингії — сухопутного мосту, який з'єднував Азію з Північною Америкою протягом останнього льодовикового періоду, який завершився приблизно 13 000 років тому. Більша частина сухопутного мосту зараз лежить на дні Чукотського та Берингового морів. На прибережних рівнинах Аляски та на сході острова Святого Лаврентія екорегіон переходить у низинну тундру Берингії. На схід від регіону поширена тайга рівнинних внутрішніх районів Аляски та Юкону.

## Клімат
На більшій частині екорегіону переважає субарктичний клімат (Dfc або Dsc за класифікацією кліматів Кеппена), а у високогір'ях — тундровий клімат (ET за класифікацією Кеппена). Середньорічна кількість опадів коливається від 250 до 1000 мм, а у високогір'ях Ахклуну та Кілбаку перевищує 2000 мм. Середні температури взимку коливаються від -24 до -16 °C, а влітку — від 13 до 19 °C. Північна частина екорегіону характеризується меншою кількістю опадів та нижчими температурами, порівняно з південною. В регіоні поширена багаторічна мерзлота.

## Флора
Розподіл рослинних угруповань екорегіону залежить від висоти. На низинних, вологих, погано дренованих територіях поширені мохи, лишайники та трав'янисті угруповання, подібні до тих, що зустрічаються у низинній тундрі Берингії. Влітку, коли лишайники та інші рослини висихають, на півострові Сьюард трапляються пожежі. 
На краще дренованих територіях, зокрема на пагорбах та в передгір'ях, ростуть купини піхвястої пухівки (Eriophorum vaginatum), осоки Біґелоу (Carex bigelowii) та інших мезофільних осок, а також карликові чагарники. Серед поширених в екорегіоні чагарників слід відзначити альпійську мучницю (Arctous alpina), брусницю (Vaccinium vitis-idaea), лохину (Vaccinium uliginosum), чорну водянку (Empetrum nigrum) та інших представників родини вересових, а також гірську дріяду (Dryas octopetala), карликову березу (Betula nana), залозисту березу (Betula glandulosa) та вербу (Salix spp.). 
У захищених, добре дренованих міжгірських долинах зустрічаються хвойні ліси, де домінують сизі ялини (Picea glauca) або чорні ялини (Picea mariana), широколистяні ліси, де домінує бальзамиста тополя (Populus balsamifera) та мішані ліси, основу яких складають сизі ялини та паперові берези (Betula papyrifera). В підліску ялинових лісів ростуть американські модрини (Larix laricina), американські осики (Populus tremuloides) та залозисті берези (Betula glandulosa). Також в підліску ростуть північні лінеї (Linnaea borealis), канадські куничники (Calamagrostis canadensis) та інші трави, поширені хвощі та гіпнобрієві мохи. 
Уздовж струмків та в заплавах річок зустрічаються високі кущі верби (Salix spp.), берези (Betula spp.), вільхи (Alnus spp.) та чагарникового перстача (Dasiphora fruticosa). Високогір'я майже повністю позбавлені рослинного покриву, а в деяких цирках лежать льодовики.

## Фауна
На стрімких скелястих узбережжях та на островах регіону зустрічаються тихоокеанські звичайні тюлені (Phoca vitulina richardsi), плямисті тюлені (Phoca largha), сивучі (Eumetopias jubatus) та морські калани (Enhydra lutris). (Eumetopias jubatus), а у навколишніх водах — численні кити. На Моржових островах в затоці Тогіак знаходиться найбільше лежбище тихоокеанських моржів (Odobenus rosmarus divirgens) на Алясці.
Серед поширених в екорегіоні наземних ссавців слід відзначити гризлі (Ursus arctos horribilis), барибала (Ursus americanus), карибу (Rangifer tarandus groenlandicus), аляскинського лося (Alces alces gigas), канадського вовка (Canis lupus occidentalis), звичайну росомаху (Gulo gulo), канадську видру (Lontra canadensis), канадську рись (Lynx canadensis), американську куницю (Martes americana), сивого бабака (Marmota caligata) та арктичного ховраха (Urocitellus parryii). На півострові Сьюард зустрічаються білі ведмеді (Ursus maritimus), песці (Vulpes lagopus) та аляскинські зайці (Lepus othus). У 1970-х роках туди були реінтродуковані вівцебики (Ovibos moschatus). В південній частині екорегіону поширені канадські бобри (Castor canadensis) та лісові жаби (Lithobates sylvaticus), а на острові Святого Лаврентія — ендемічні мідиці Джексона (Sorex jacksoni).
Серед прибережних скель, особливо на півострові Сьюард та на острові Святого Лаврентія, знаходяться великі колонії тонкодзьобих кайр (Uria aalge), товстодзьобих кайр (Uria lomvia), тихоокеанських іпаток (Fratercula corniculata), топориків (Fratercula cirrhata), арктичних чистунів (Cepphus grylle), тихоокеанських чистунів (Cepphus columba), довгодзьобих пижиків (Brachyramphus marmoratus), короткодзьобих пижиків (Brachyramphus brevirostris), білочеревих конюг (Aethia psittacula), дзьоборогів (Cerorhinca monocerata) та інших морських птахів. На прибережних рівнинах регіону гніздяться малі пухівки (Polysticta stelleri), пухівки Фішера (Somateria fischeri), білошийців (Anser canagicus), чорні казарки (Branta bernicla), звичайні крем'яшники (Arenaria interpres), чорні крем'яшники (Arenaria melanocephala) та майже ендемічні аляскинські кульони (Numenius tahitiensis). Серед інших поширених в екорегіоні птахів слід відзначити білоголового орлана (Haliaeetus leucocephalus), білоплечого орлана (Haliaeetus pelagicus), сапсана (Falco peregrinus), кречета (Falco rusticolus), американського яструба (Accipiter atricapillus), білу куріпку (Lagopus lagopus), тундрову куріпку (Lagopus muta), білу сову (Bubo scandiacus), яструбину сову (Surnia ulula), північного сорокопуда (Lanius borealis), канадську гаїчку (Poecile hudsonicus), сіроголову гаїчку (Poecile cinctus), шелюгового вівчарика (Phylloscopus borealis), звичайну кам'янку (Oenanthe oenanthe), аляскинську плиску (Motacilla tschutschensis), білу плиску (Motacilla alba), чорнобрового бруанта (Zonotrichia atricapilla), білощокого пісняра-лісовика (Setophaga striata) та лапландського подорожника (Calcarius lapponicus).

## Збереження
Оцінка 2017 року показала, що 42 090 км², або 43 % екорегіону, є заповідними територіями. Природоохоронні території включають: Державний парк Вуд-Тікчік, Державний мисливський заповідник Моржових островів, Національний природний заповідник дельти Юкону, Національний природний заповідник Тогіак та Національний заповідник Берингії.